# 도이 도시타카
도이 도시타카(일본어: 土井 利隆 どい としたか[*])는 시모우사 고가번의 2대 번주이다. 에도 막부의 와카도시요리이다. 도이가 종가 2대 당주이다.

## 생애
겐나 5년 (1619년), 시모우사 사쿠라번 번주 (후의 고가번 초대 번주) 도이 토시카츠의 장남으로서, 에도에서 태어났다. 간에이 7년 (1630년) 12월 6일, 종5위하 도토미노카미에 서위 및 임관한다. 아버지 토시카츠가 에도 막부의 노중. 대로로서 막부 각료 중에서도 최유력 실력자였기 때문에, 부친의 지지를 받아 간에이 12년 (1635년) 10월 29일에 사카이 다다토모와 함께 고쇼구미 반가시라로 임명되었고, 후에 오오타 스케무네, 아베 시게쓰구, 미우라 마사쓰구 등과 함께 와카 도시요리에까지 올랐다. 하지만, 간에이 15년 (1638년) 11월 5일에 도시카쓰와 사카이 다다토모가 다이로에 취임하자, 사카이 다다토모와 함께 와카 도시요리에서 파면되었다.
간에이 21년 (1644년)에 아버지가 사망하자, 가독을 이었다. 이때, 동생 도시나가와 도시후사에게 각각 1만 석씩을 나누어 주고, 역시 동생인 도시나오에게도 5천 석을 나누어 주었기 때문에 코가번은 16만 석에서 13만 5천석으로 줄었다. 쇼호 3년 (1646년)에는 아버지 도시카츠의 명복을 빌기 위해 쇼죠지에 종을 기부, 건립하였다 (이 종은 전쟁 전까지 코가 지방의 시각을 알리거나, 비상시 치는 종으로 사용 되는 등, 현지로부터 많은 사랑을 받았지만, 제2차 세계 대전에 의한 징집으로 없어졌다). 
그러나, 원래 도시카쓰의 뒤를 이을 후계자로 키워져서 그런지, 아버지보다 훨씬 번 관리를 못하고 무능하고, 암군이었다. 특히 소행이 상당히 나쁘고, 가로 오노 진베에가 간언했음에도 불구하고, 도시타카의 제멋대로의 소행은 고쳐지지 않았고, 도시타카는 오노의 에도 가로직을 파면하고, 국허에서 은거시키려 했고, 반대로 오노도 반대파를 결성해 도시타카에게 은거를 강요했고, 격렬한 정쟁 끝에 오노는 간언을 하다 사망하였다 (다만 오노의 자살이 도이가의 기록에 없기 때문에 실화냐, 후세의 창작이냐 문제시 되고 있었지만, 고가시의 향토사가인 오카무라 미노루의 연구에 의해 자살한 것이 밝혀졌다). 오노의 자살은 오히려 도시타카의 입장을 궁지에 몰아넣게 되었고, 일련의 소동으로 도이 일족 내에서도 도시타카에 대한 반발이 강해져, 게이안 4년 (1651년)에 토시타카는 병을 이유로 (실제로는 행실), 중신들에 의해 거의 강제로 하라 오야시키로 옮겨져, 분가한 동생 도시나오를 대리인으로 번정의 실권을 양도할 수 밖에 없었다. 만지 원년 (1658년) 9월 7일에는 가독을 장남인 토시시게에게 물려주고 은거하게 되었다. 만년에는, 자식인 도시시게나, 도시히사 등이 요절해, 도이씨가 후계자 단절의 위기에 서는 등의 불행도 보게 되었다.
조쿄 2년 (1685년) 2월 28일에 67세의 나이로 사망하였다.
| 전임 도이 도시카쓰 | 제2대 도이씨 종가 당주 1644년 ~ 1658년 | 후임 도이 도시시게 |

| 전임 도이 도시카쓰 | 제2대 고가번 번주 (도이가) 1644년 ~ 1658년 | 후임 도이 도시시게 |